# 쿠앵트로

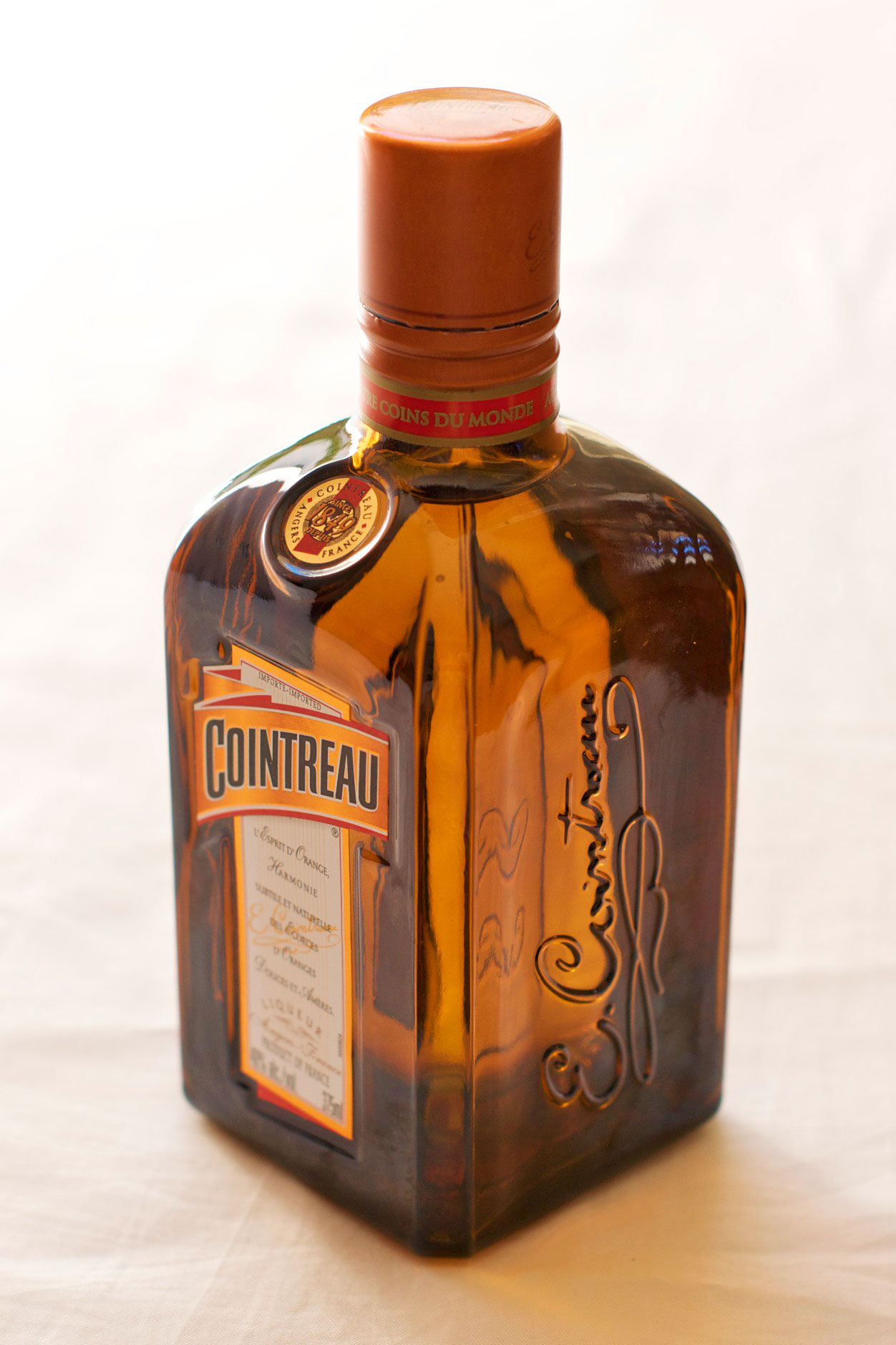

쿠앵트로(프랑스어: Cointreau)는 프랑스에서 오렌지 껍질로 만든 리큐어로 트리플 섹의 프리미엄 브랜드다.
앙제(Angers)의 교외에 위치한 생 바르떼레미 앙주에서 생산된다. 톡 쏘는 신맛과 쌉쌀함을 결정하는 쓴맛 오렌지로는 주로 스페인, 브라질 그리고 생라파엘, 아이티산 등이 사용되고 있다. 보통 트리플 섹은 인공적인 향과 23%이하의 낮은 도수의 알코올을 섞어 제조되지만, 쿠앵트로는 40%정도의 높은 도수의 알코올을 섞어 제조한다.
주로 서양요리의 정찬에서 식욕증진을 위하여 마시는 아페리티프로 애용되고 있으나, 가끔 디제스티프로도 애용되기도 한다.

## 같이 보기
- 그랑 마니에르